# Top Gear 3000
 (novembre 2018).
Si vous disposez d'ouvrages ou d'articles de référence ou si vous connaissez des sites web de qualité traitant du thème abordé ici, merci de compléter l'article en donnant les références utiles à sa vérifiabilité et en les liant à la section « Notes et références ».
Top Gear 3000 est un jeu vidéo de course automobile développé par Gremlin Graphics et édité en 1995 sur Super Nintendo.
Il s'agit de la suite Top Gear 2 (1993).

## Système de jeu
À la différence des précédents épisodes, Top Gear 3000 se déroule dans le futur et les courses se disputent sur des planètes où résident des extraterrestres. Dans le niveau de difficulté le plus élevé, il y a au total 47 pistes différentes avec environnements variés. La modification des voitures est bien plus élaborée que dans Top Gear 2 et des « armes » sont présentes, permettant donc de donner aux joueurs la possibilité de rivaliser face aux adversaires.
Il y a différents modes de jeu : le mode solo (sur l'écran entier), le mode solo (en écran partagé, avec comme adversaire, l'ordinateur, situé à la moitié du bas de l'écran), le mode 2 joueurs, et le mode 4 joueurs (assez rare dans les jeux de course sur Super Nintendo), qui permet de jouer à 4 simultanémant, via le multitap.
Le jeu utilise le chipset DSP-4 pour un traitement graphique plus rapide.